# نور روشن (آژانس اطلاعات مرکزی)
نور روشن اسم رمز شبکه‌ای از سایت‌های سیاه - مراکز بازجویی پنهانی آژانس اطلاعات مرکزی ایالات متحده آمریکا است. وجود یکی از این سایت‌ها در بخارست رومانی، در گزارش ویژه آسوشیتد پرس در ۸ دسامبر ۲۰۱۱ آشکار شد.
برخی از مهمترین دستگیرشدگان برنامه بازداشت مظنونین مهم، مانند خالد شیخ محمد در آنجا نگهداری می‌شدند. دیگر سایت‌های سیاه شبکه نور روشن آژانس اطلاعات مرکزی، از یکدیگر جدا بودند. سایت بخارست، در پردیس دفتر ثبت ملی اطلاعات طبقه‌بندی‌شده رومانی بود که نیاز به امنیت بالای آنرا توضیح می‌دهد.
سلول زندان این زندانیان، روی فنر قرار داشت تا تعادل زندانیان را بر هم بزند. بر پایه ای‌بی‌سی نیوز، زندانیان در بخارست، تحت بازجویی با "روش‌های بازجویی ارتقاء یافته" قرار داشتند. اما تحت روش جنجال برانگیز القای حس غرق‌شدن قرار نگرفتند.

## اجازه مقام‌های حکومت رومانی
رئیس‌جمهور رومانی، ایون ایلیسکو، در گفتگویی با اشپیگل گفت که او اجازه استفاده از آن مکان را داده است. اما درباره وجود زندان پنهانی، چیزی نمی‌دانسته است. در پایان سال ۲۰۰۲ (میلادی) یا آغاز سال ۲۰۰۳ (میلادی) حکومت فدرال ایالات متحده آمریکا از ایلیسکو خواست که ساختمانی، برای آژانس اطلاعات مرکزی بسازد و او هم پذیرفت و مشاور رئیس‌جمهور، ایوان تالپش را مسئول جزئیات آن کرد.
ایوان تالپش گفت که فهمیده بود که این وضعیت، می‌تواند "خطرناک شود" بنابراین به آژانس اطلاعات مرکزی گفت که حکومت رومانی نمی‌خواهد هیچ چیزی درباره کاربری آن ساختمان بداند.
این گفته‌ها با نتیجه بررسی سال ۲۰۰۸ (میلادی) مجلس رومانی، در تناقض است که گفته بود آژانس اطلاعات مرکزی، هیچ زندانی در رومانی ندارد.